# Kaliumklorid
Kaliumklorid (KCl), är ett salt som kristalliserar i kubiska kristaller. Kaliumklorid smakar salt och används vid matlagning i saltblandningar med mindre andel natriumklorid. Kaliumklorid har mindre sälta än natriumklorid och har också sämre konserverande effekt. Kaliumklorid har E-nummer E 508. Den största mängden kaliumklorid används som konstgödning.
Kaliumklorid används också inom medicin, vetenskapliga tillämpningar och livsmedelsförädling. Kaliumklorid används även som tredje substans vid giftinjektion, en metod för avrättning. Det gör att hjärtat stannar när det går direkt in i blodet. Samtidigt är kalium ett ämne som i lämplig koncentration har stor betydelse för alla kroppens celler, särskilt för muskelcellerna, till exempel i hjärtat.
Kaliumklorid kan framställas genom en neutralisation mellan kaliumhydroxid och saltsyra enligt formeln. Kaliumklorid tillverkas vanligen från saltblandningar från saltgruvor eller avloppslösa insjöar.
{\displaystyle {\rm {KOH+HCl\rightarrow KCl+H_{2}O}}}

Kaliumklorid är en jonförening K+Cl-